# 羅森堡城堡
羅森堡城堡（丹麥語：Rosenborg Slot），又譯玫瑰堡、玫瑰宮，是位於丹麥首都哥本哈根市中心的一座城堡。城堡修建於1606年，最早是一座夏季離宮。這座城堡也是克里斯蒂安四世的眾多建築計劃之一，為荷蘭文藝復興式建築。在經過擴建之後，於1624年形成現在外觀。自1838年開始，城堡對外開放參觀。

## 外部連結
- Official site （页面存档备份，存于）（丹麦文）（英文）